# Tibouchina ciliaris
Tibouchina ciliaris är en tvåhjärtbladig växtart som först beskrevs av Étienne Pierre Ventenat, och fick sitt nu gällande namn av Célestin Alfred Cogniaux. Tibouchina ciliaris ingår i släktet Tibouchina och familjen Melastomataceae. Inga underarter finns listade i Catalogue of Life.